# Аскарово (Оренбургская область)
Аскарово — деревня в Кувандыкском городском округе Оренбургской области.

## География
Находится на реке Куруил, в 2 км от села Куруил.

## История
По легенде, первопоселенцами были башкиры Аскар и Култай. В «Списке населенных мест» 1871 г. — д. Аскарова (Минзарова)..

## Население
| 2010 |
| ---- |
| 141  |

Проживают башкиры.